# 武長纘
武長纘（越南语：／；？—1792年7月27日），越南廣南國時期教育家。
武長纘是嘉定府平陽縣人。年少聰穎，志向高潔。但是生不逢時，碰上了西山起義。武長纘放棄了入仕做官的想法，隱居授徒。他門下的徒弟，有很多日後成為了越南名臣，吳從周、鄭懷德、黎光定和吳仁靜都是他的徒弟，後三人更是並稱“嘉定三家”。
阮福映在嘉定時，曾下令召見武長纘，稱讚他品行高尚。景興五十三年（1792年），武長纘去世，葬在嘉定。阮福映追贈他為“嘉定處士崇德先生”，並免去他的養子武長竹的兵徭，令其主祀。嗣德五年（1852年），賜建坊旌表，匾額上鐫“嘉隆初 賜號 嘉定處士崇德武先生”等字。
嗣德十一年（1858年），法國入侵南圻，佔領嘉定省。武長纘的墓在戰爭中被法國人摧毀。嗣德二十年（1867年），嗣德帝下令將武長纘移葬在永隆省，並重新修建牌坊匾額，鐫“嘉定處士素德先生”八個字。